# Lehdonsaari
Lehdonsaari är en ö i Finland. Den ligger i vattendraget Ounasjoki och i kommunen Kittilä i den ekonomiska regionen  Fjäll-Lappland  och landskapet Lappland, i den norra delen av landet, 900 km norr om huvudstaden Helsingfors. Öns area är 0,6 hektar och dess största längd är 220 meter i sydväst-nordöstlig riktning.